# Pedro Saúl Morales González
Pedro Saúl Morales González (castellà: Pedro Saúl Morales)  (Boyacá, 2 de juliol de 1965 - Huila, 24 de març de 2021) va ser un ciclista colombià que fou professional entre 1986 i 1992. De la seva carrera destaca la Setmana Catalana de 1989 en què va acabar tercer i va aconseguir dues victòries d'etapa. Aquell any també va acabar 8è a la Volta a Espanya.

## Palmarès
- 1989
  - Vencedor de 2 etapes de la Setmana Catalana

### Resultats al Tour de França
- 1987. Abandona (13a etapa)
- 1989. Abandona (3a etapa)

### Resultats a la Volta a Espanya
- 1987. 13è de la classificació general
- 1988. Abandona (14a etapa)
- 1989. 8è de la classificació general
- 1990. 30è de la classificació general
- 1991. 59è de la classificació general